# Područna nogometna liga Rijeka – 1. razred 1972./73.
Područna nogometna liga Rijeka – Prvi razred, također i kao Prvi razred Područne nogometne lige Rijeke; Područna liga Rijeka – 1. razred; Područna liga Rijeka (Prvi razred) je bila liga četvrtog stupnja nogometnog prvenstva Jugoslavije u sezoni 1972./73. 
 
Sudjelovalo je 12 klubova, a prvak je bio "Konstruktor" iz Rijeke.  

## Ljestvica
| mj. | klub                   | ut. | pob. | ner. | por. | gol+ | gol- | bod |
| --- | ---------------------- | --- | ---- | ---- | ---- | ---- | ---- | --- |
| 1.  | Konstruktor Rijeka     | 22  | 14   | 1    | 7    | 60   | 38   | 29  |
| 2.  | Goranin Delnice        | 22  | 11   | 6    | 5    | 49   | 39   | 28  |
| 3.  | Primorje Rijeka        | 22  | 10   | 5    | 7    | 41   | 33   | 25  |
| 4.  | Bribir                 | 22  | 10   | 5    | 7    | 41   | 33   | 25  |
| 5.  | Borac Bakar            | 22  | 9    | 6    | 7    | 36   | 21   | 24  |
| 6.  | INA Rijeka             | 22  | 9    | 5    | 8    | 46   | 48   | 23  |
| 7.  | Rab                    | 22  | 9    | 4    | 9    | 35   | 28   | 22  |
| 8.  | Vinodol Novi Vnodolski | 22  | 8    | 5    | 9    | 37   | 41   | 21  |
| 9.  | Rječina Dražice        | 22  | 9    | 2    | 11   | 28   | 22   | 20  |
| 10. | Risnjak Lokve          | 22  | 7    | 6    | 9    | 42   | 42   | 20  |
| 11. | Rikard Benčić Rijeka   | 22  | 8    | 4    | 10   | 25   | 33   | 20  |
| 12. | Elektroprimorje Rijeka | 22  | 1    | 5    | 16   | 18   | 81   | 7   |

## Rezultatska križaljka
| kratica | klub                   | BOR | BRI | ELE | GOR | INA | KON | PRI | RAB | RIKB | RIS | RJE | VIN |
| --- | ---------------------- | --- | --- | --- | --- | --- | --- | --- | --- | ---- | --- | --- | --- |
| BOR | Borac Bakar            |     |     |     |     |     |     |     |     |      |     |     |     |
| BRI | Bribir                 |     |     |     |     |     |     |     |     |      |     |     |     |
| ELE | Elektroprimorje Rijeka |     |     |     |     |     |     |     |     |      |     |     |     |
| GOR | Goranin Delnice        |     |     |     |     |     |     |     |     |      |     |     |     |
| INA | INA Rijeka             |     |     |     |     |     |     |     |     |      |     |     |     |
| KON | Konstruktor Rijeka     |     |     |     |     |     |     |     |     |      |     |     |     |
| PRI | Primorje Rijeka        |     |     |     |     |     |     |     |     |      |     |     |     |
| RAB | Rab                    |     |     |     |     |     |     |     |     |      |     |     |     |
| RIKB | Rikard Benčić Rijeka   |     |     |     |     |     |     |     |     |      |     |     |     |
| RIS | Risnjak Lokve          |     |     |     |     |     |     |     |     |      |     |     |     |
| RJE | Rječina Dražice        |     |     |     |     |     |     |     |     |      |     |     |     |
| VIN | Vinodol Novi Vnodolski |     |     |     |     |     |     |     |     |      |     |     |     |
| |                        |     |     |     |     |     |     |     |     |      |     |     |     |
| podebljan rezultat - utakmice od 1. do 11. kola (1. utakmica između klubova) rezultat normalne debljine - utakmice od 12. do 22. kola (2. utakmica između klubova) rezultat nakošen - nije vidljiv redoslijed odigravanja međusobnih utakmica iz dostupnih izvora rezultat smanjen * - iz dostupnih izvora nije uočljiv domaćin susreta prekrižen rezultat - poništena ili brisana utakmica p - utakmica prekinuta 3:0 p.f. / 0:3 p.f. - rezultat 3:0 bez borbe |                        |     |     |     |     |     |     |     |     |      |     |     |     |

 Izvori:

## Unutrašnje poveznice
- Riječko-pulska zona 1972./73.